# Cockerill Ougree 2R-616-E
La Cockerill Ougree 2R-616-E es una locomotora diésel-eléctrica fabricada en 1959 por la compañía belga Cockerill Ougree, con la licencia de Baldwin Lima Hamilton.
Esta locomotora es una versión europea de la Baldwin Lima Hamilton RF-615-E. Fueron fabricadas exclusivamente para los Ferrocarriles Argentinos.

## Historia
A finales de los años 1950, Ferrocarriles Argentinos ansiaba continuar con el proceso de sustitución para las locomotoras a vapor en las rutas principales y corredores suburbanos de la ciudad de Buenos Aires. Para ello, se ideó la compra de unidades RF-615-E a Baldwin Lima Hamilton, un modelo que desde 1953 operaba en el país. Sin embargo, la producción se encontraba finalizada, por lo que Ferrocarriles Argentinos tuvo que reinventar sus planes. Al poco tiempo, en 1959, una compañía belga conocida como Cockerill Ougree, cerró un contrato con Ferrocarriles Argentinos para la fabricación de locomotoras con prestaciones similares a las RF-615-E, mediante una licencia con Baldwin Lima Hamilton.

Llega al puerto de Buenos Aires la primera Cockerill Ougree.

Una vez arribadas al país, la idea de utilizarlas en rutas principales y corredores suburbanos de la capital fue dejada de lado. Las locomotoras empezaron a prestar servicios de carga y pasajeros por todo el país. En varias ocasiones, estas locomotoras fueron las encargadas de liderar los servicios "El Marplatense" y "Los Arrayanes". Hacia el año 1966, las Cockerill Ougree habían recorrido un total de 2,776,000 kilómetros.
En el año 1967, Ferrocarriles Argentinos realizó un estudio al comportamiento global de las locomotoras que poseían en ese entonces. La Cockerill Ougree obtuvo una calificación de solamente 53,3 puntos sobre 100, y tan solo 3,2 puntos sobre 10 en confiabilidad. Se argumentó que las mismas son, "Débiles de mantener el peso por eje." Con el paso del tiempo, las Cockerill Ougree fueron retiradas del servicio paulatinamente. Las unidades retiradas de servicio eran utilizadas como "repuesteras" para la mantención de las Baldwin Lima Hamilton RF-615-E.
En 1978, estas locomotoras fueron las encargadas de comandar los trenes militares al sur del país, cuando ocurrió el conflicto con Chile por el canal Beagle.

Invasión de Cockerills en Bahía Blanca.

Llegado el año 1987, solo quedaban en funcionamiento 27 unidades, las cuales se encontraban limitadas desde hace varios años a solamente servicios de carga local y maniobras. En 1993, cuando se otorgó parte de la concesión del Ferrocarril General Roca a la empresa Ferrosur Roca, todas las Cockerill Ougree debían cederse la nueva concesionaria. Sin embargo, Ferrosur Roca solamente recibió 9 unidades, las únicas en condiciones de prestar servicio, y para 1996, todas se encontraban fuera de servicio.

## Actualidad
En la actualidad, el Ferroclub Remedios de Escalada está llevando a cabo un proceso de restauración de una Cockerill Ougree N° 7060, con fines de preservar al menos una unidad.